# Hans-Helmut Trense

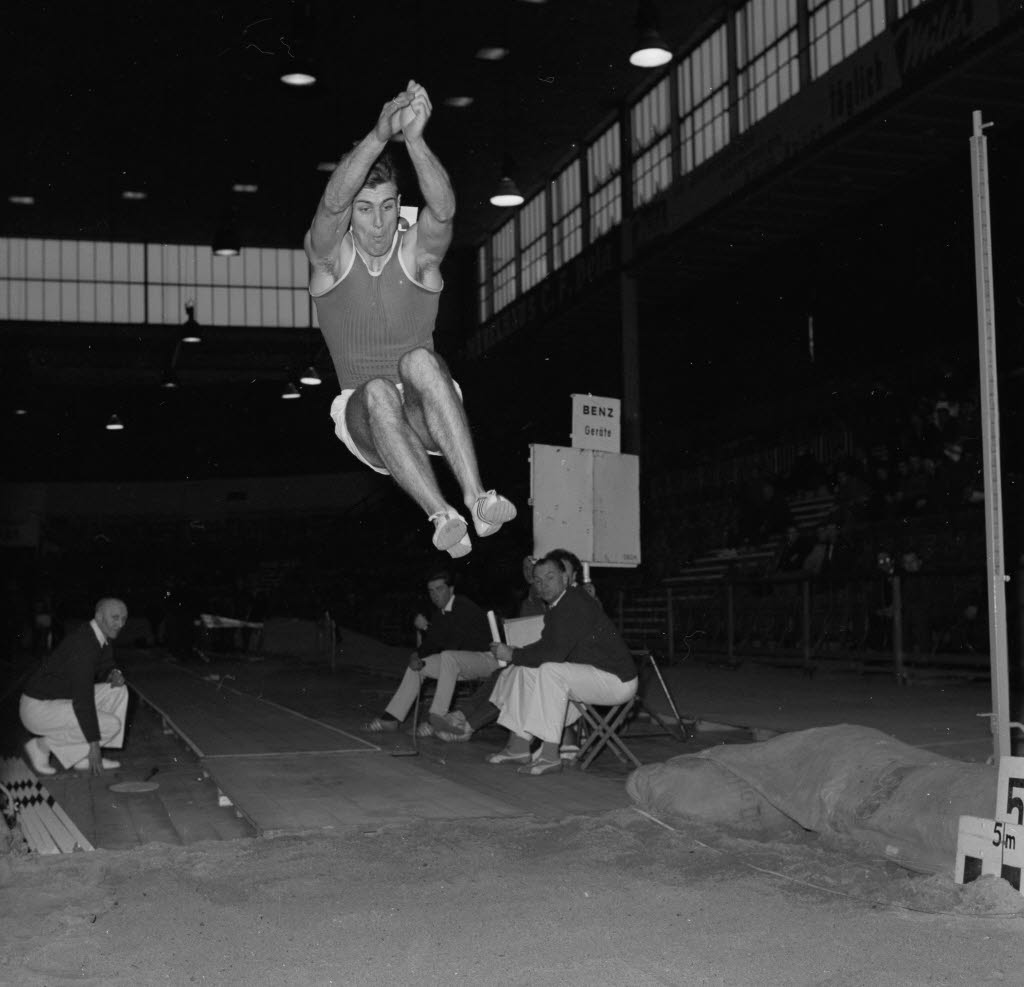
Hans-Helmut Trense bei den Norddeutschen Leichtathletik-Meisterschaften (1963)

Hans-Helmut Trense (* 17. August 1940 in Kiel) ist ein ehemaliger deutscher Weitspringer.
Bei den Olympischen Spielen 1964 in Tokio schied er in der Qualifikation aus, und beim Leichtathletik-Europacup 1965 in  Stuttgart wurde er Dritter.
Seine persönliche Bestleistung von 7,81 m stellte er am 11. August 1965 in Augsburg auf.
Hans-Helmut Trense startete für Holstein Kiel.